# Зельдич Любов Яремівна
Любов Яремівна (Єреміївна) Зельдич (3 липня 1897, Горохів — 29 серпня 1965, Київ) — українська лікарка-педіатр, педагог. Доктор медичних наук (1959), професор (1961). Дослідниця діагностики та лікування дитячого ревматизму, патологій печінки та жовчних шляхів у дітей.
Майже 35 років — наукова співробітниця та педагог Київського медичного інституту (1932—1965), протягом року — завідувачка кафедри госпітальної педіатрії. Учениця професорів Євгена Скловського та Олександра Лазарева.

## Життєпис
Народилась 3 липня 1897 року в містечку Горохів (теперішня Волинська область).
У 1922 році закінчила Київський медичний інститут (КМІ), учениця професорів Євгена Скловського та Олександра Лазарева. Відтоді працювала лікаркою.
З 1932 року — наукова співробітниця та педагог кафедри дитячих хвороб КМІ. З 1946 року працювала на кафедрі госпітальної педіатрії під керівництвом Льва Фінкельштейна. Після його смерті у 1948 році протягом декількох місяців очолювала кафедру.
У 1959 році здобула науковий ступінь доктора медичних наук, захистивши дисертацію на тему «Особенности течения ревматизма у детей: материалы к клинике и патогенезу». Через два роки затверджена у вченому званні професора.
Дослідниця діагностики та лікування дитячого ревматизму, патологій печінки та жовчних шляхів у дітей. Постійна авторка часопису «Педіатрія, акушерство та гінекологія». Членкиня Ревматологічного комітету Міністерства охорони здоров'я УРСР, членкиня правління Київського наукового товариства педіатрів. Серед учнів Любові Зельдич — доктори наук Олена Лук'янова, Інгретта Багдасарова, Микола Пєший, Валентина Отт тощо.

Могила Любові Зельдич, Байкове кладовище

У 1964 році, після смерті професора Олени Хохол, протягом року до своєї смерті керувала кафедрою госпітальної педіатрії. Померла на 69-му році життя 29 серпня 1965 року. Похована разом із чоловіком на Байковому кладовищі (інтернаціональна частина, ділянка № 4, 50°25′3.07″ пн. ш. 30°30′24.24″ сх. д. / 50.4175194° пн. ш. 30.5067333° сх. д.).

## Науковий доробок (частковий)
- Изменение проницаемости капилляров при ревматизме у детей // Педиатрия. 1953. № 2
- Порушення капілярного кровообігу при ревматизмі у дітей // Педіатрія, акушерство та гінекологія. 1954. № 4
- Профилактика и выявление ревматизма у детей / Сост.: проф. В. Г. Балабан, доц. Л. Е. Зельдич. — Киев: [б. и.], 1957. — 16 с.
- Особенности течения ревматизма у детей: материалы к клинике и патогенезу: диссертация на соискание ученой степени доктора медицинских наук / Киевский ордена Труд. Красного Знамени мед. ин-т им. акад. А. А. Богомольца. — Киев: [б. и.], 1959.
- Застосування оксигемометрії у дітей, хворих на ревматизм // Педіатрія, акушерство та гінекологія. 1962. № 4